# Žalec

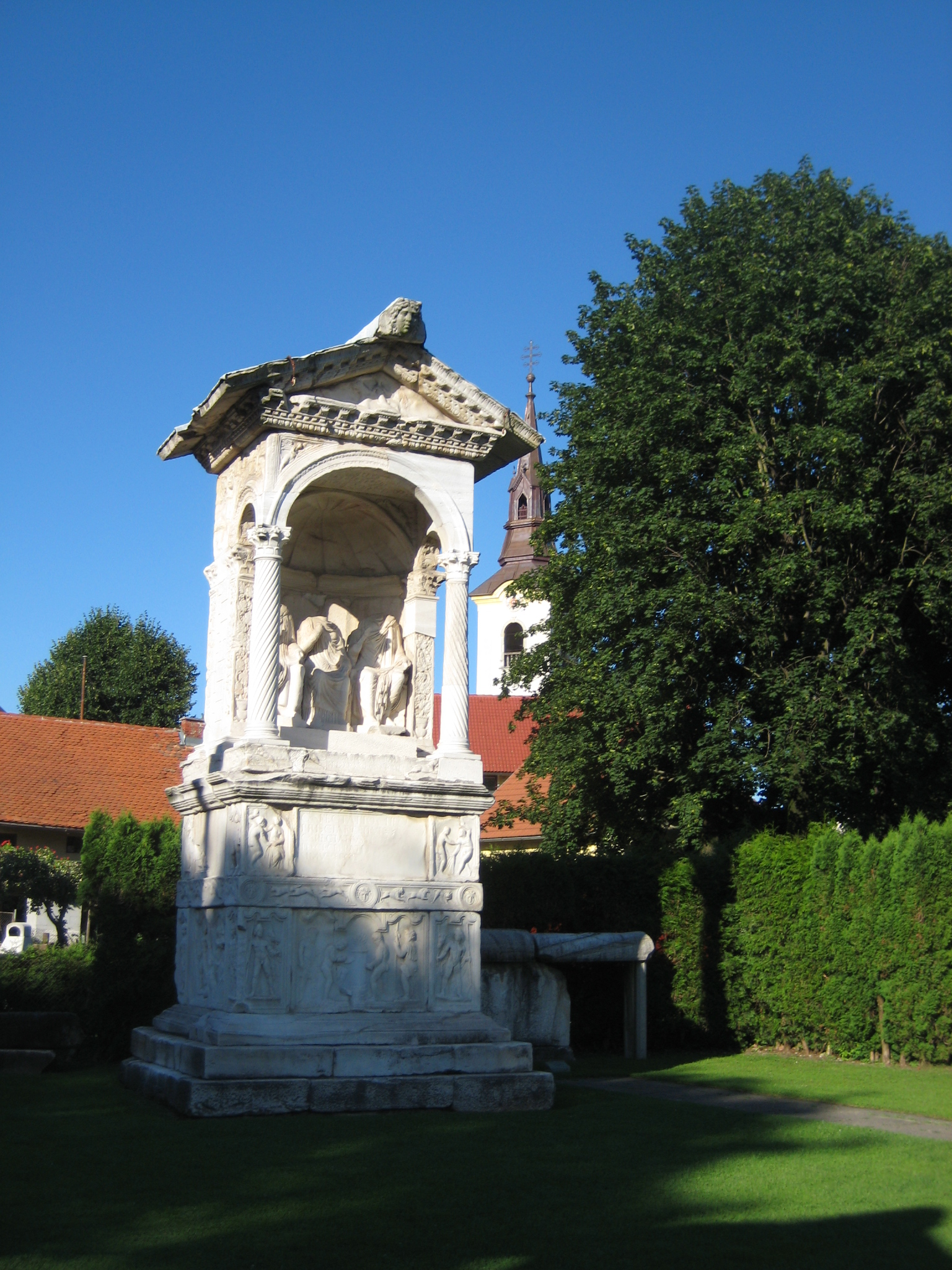
Římská hrobka v Šempeteru v Savinjski Dolini v obvodě Žalce

Žalec (německy Sachsenfeld) je město a obec ve středním Slovinsku. Nachází se v údolí řeky Savinja, na západ od Celje. Hlavní hospodářskou činností regionu je pěstování chmele, což prozrazuje i městský znak. Oblast je součástí historického regionu Dolní Štýrsko. Město je nyní součástí statistického regionu Savinja.
Místní kostel je zasvěcen svatému Mikuláši a náleží do Římskokatolické diecéze Celje. Byl postaven v letech 1903–1906 na místě původního kostela z 16. století. Budova z 16. století měla hradby a chránila obyvatele před nájezdy Osmanů. Kulatá věž z tohoto opevnění stále stojí vedle kostela.